# منتخب المالديف تحت 17 سنة لكرة القدم
منتخب جزر المالديف تحت 17 سنة لكرة القدم هو ممثل المالديف الرسمي في المنافسات الدولية في كرة القدم في فئة كرة قدم تحت 17 سنة للرجال
، يديريه اتحاد المالديف لكرة القدم.